# Bartholomäus Kortenum
Bartholomäus Kortenum (auch: Bartholomeus Kortenum Tzied oder Bartholomeus Tzied (geboren vor 1515; gestorben um 1538 oder 1539) war ein deutscher Amtsmeister, Ratsherr und Bürgermeister der Stadt Celle.

## Leben
Bartholomäus Kortenum war ein Mitglied der seit mehr als fünf Jahrhunderte nachweisbaren Familie Kortum. Im Jahr 1515 wirkte er als Amtsmeister, 1522 als Ratsherr und übte von 1523 bis 1538 das Amt des Bürgermeisters der Stadt Celle aus, Von ihm ist ein Bürgereid in der Fassung von 1534 erhalten.
Seine Amtsgeschäfte als Bürgermeister übte Kortenum zeitweilig offenbar gemeinsam mit dem Celler Bürgermeister Lüdike von Seinde aus. Von den beiden sind für ihre Funktion als Bürgen papierne Siegel erhalten – das von Kortenum trägt seine Initialen B K – die sich auf einer gemeinsam mit dem Zöllner Clawes Woestehove gesiegelten Schuldverschreibung vom 22. Januar 1531 zugunsten ihres Landesherrn, Herzog Erich von Herzogtum Braunschweig-Lüneburg finden.

## Kortenumstraße
Nach dem Celler Bürgermeister wurde die Kortenumstraße in Celle benannt.

## Archivalien
Archivalien von und über Bartholomäus Kortenum finden sich beispielsweise
- als Bürge für eine Schuldverschreibung von 1531 im Niedersächsischen Landesarchiv (Abteilung Hannover), Archivsignatur Dess. 44 XXI Nr. 9[1]
- im Stadtarchiv Celle für die Laufzeit von 1534 bis 1538; Archivsignatur St. 54a[1]